# Sur caucano
Sur del Cauca es una de las cinco subregiones que se subdivide el departamento colombiano del Cauca; está conformada por los siguientes municipios:
- Almaguer
- Argelia
- Balboa
- Bolívar
- Florencia
- La Vega
- Mercaderes
- Patía
- Piamonte
- San Sebastián
- Santa Rosa
- Sucre